# Войнежа
Войнежа (болг. Войнежа) — село в Болгарии. Находится в Великотырновской области, входит в общину Велико-Тырново. Население составляет 40 человек (2022).

## Политическая ситуация
Войнежа подчиняется непосредственно общине и не имеет своего кмета.
Кмет (мэр) общины Велико-Тырново — Румен Рашев (независимый) по результатам выборов.